# Federal d'ales castanyes
El federal d'ales castanyes (Agelaioides badius) és una espècie d'ocell de la família dels ictèrids (Icteridae) que habita boscos poc densos i zones arbustives de l'est, sud i sud-oest del Brasil, Bolívia, el Paraguai, Uruguai i nord de l'Argentina.